# Альберто Орландо
Альберто Орландо (італ. Alberto Orlando, нар. 27 вересня 1938, Рим) — італійський футболіст, що грав на позиції нападника.
Виступав, зокрема, за «Рому», а також національну збірну Італії.

## Клубна кар'єра
Народився 27 вересня 1938 року в місті Рим. Вихованець футбольної школи «Роми» з рідного міста. Дорослу футбольну кар'єру розпочав 1957 року в основній команді того ж клубу, в якій провів один сезон, взявши участь лише у 6 матчах чемпіонату. Через це на сезон 1958/59 Альберто був відданий в оренду в «Мессіну», де забив 17 голів у Серії В, ставши другим бомбардиром чемпіонату після Сантьяго Вернасси.
Після цього результативного нападника повернули до «Роми», де Орландо відіграв наступні п'ять сезонів своєї ігрової кар'єри. Більшість часу, проведеного у складі «Роми», був основним гравцем атакувальної ланки команди, хоча наявність в команді таких відомих форвардів як Педро Манфредіні та Антоніо Анджелілло часто змушувала виступати Орландо на фланзі і його результативність була на невисокому рівні. За цей час виборов титул володаря Кубка Італії та ставав володарем Кубка ярмарків.
Влітку 1964 року Орландо перейшов у «Фіорентину», де знову повернувся на позицію центрального форварда і в першому ж сезоні розділив з гравцем «Інтернаціонале» Сандро Маццолою титул кращого бомбардира чемпіонату Італії 1964/65, забивши 17 голів в сезоні.
Влітку 1965 року Альберто став гравцем «Торіно», забивши у наступному чемпіонаті лише 5 м'ячів у Серії А, а туринці закінчили сезон в нижній частині таблиці недалеко від зони вильоту, тому влітку 1966 року Орландо перейшов у «Наполі», де він грав у нападі з Жозе Алтафіні і Омаром Сіворі (на наступний рік з Паоло Барізоном замість аргентинця). За ці два сезони Альберто забитв в цілому 11 голів і допоміг команді зайняти друге місце в сезоні 1967/68, що на той час стало найкращим результатом неаполітанської команди за всю історію. 
Сезон 1968/69 Орландо розпочав в Серії Б у клубі СПАЛ, що саме вилетів у нижчий дивізіон. Проте у команді Паоло Мацци, через травму коліна зіграв всього шість ігор в чемпіонаті і не врятував команду від вильоту в третій дивізіон. В кінці того сезону, у віці тридцяти одного року, Орландо завершив професійну ігрову кар'єру.

## Виступи за збірну
2 грудня 1962 року дебютував в офіційних іграх у складі національної збірної Італії в відбірковому матчі чемпіонату Європи 1964 року проти Туреччини в Болоньї, в якому забив 4 м'ячі, забезпечивши перемогу італійцям 6:0 (два інших голи тоді забив Джанні Рівера). В подальшому до 1965 року Альберто зіграв за збірну ще 4 матчі, проте голів більше не забивав.

## Статистика виступів

### Статистика клубних виступів
| Сезон              | Клуб               | Чемпіонат          | Чемпіонат | Чемпіонат | Чемпіонат |
| Сезон              | Клуб               | Ліга               | Ігор      | Голів     |           |
| ------------------ | ------------------ | ------------------ | --------- | --------- | --------- |
| 1957–58            | «Рома»             | A                  | 6         | 1         |           |
| 1958–59            | «Мессіна»          | B                  | 30        | 17        |           |
| 1959–60            | «Рома»             | A                  | 24        | 4         |           |
| 1960–61            | «Рома»             | A                  | 20        | 7         |           |
| 1961–62]           | «Рома»             | A                  | 30        | 7         |           |
| 1962–63            | «Рома»             | A                  | 31        | 8         |           |
| 1963–64            | «Рома»             | A                  | 31        | 7         |           |
| Усього за «Рому»   | Усього за «Рому»   | Усього за «Рому»   | 142       | 34        |           |
| 1964–65            | «Фіорентина»       | A                  | 32        | 17        |           |
| 1965–66            | «Торіно»           | A                  | 25        | 5         |           |
| 1966–67            | «Наполі»           | A                  | 33        | 7         |           |
| 1967–68            | «Наполі»           | A                  | 27        | 4         |           |
| Усього за «Наполі» | Усього за «Наполі» | Усього за «Наполі» | 60        | 11        |           |
| 1968–69            | СПАЛ               | B                  | 6         | -         |           |
| Усього             | Усього             | Усього             | 295       | 75        |           |

### Статистика виступів за збірну
| Дата       | Місто     | Господарі | Результат | Гості     | Турнір            | Голи | Примітки |
| ---------- | --------- | --------- | --------- | --------- | ----------------- | ---- | -------- |
| 02/12/1962 | Болонья   | Італія    | 6 – 0     | Туреччина | Відбір до ЧЄ 1964 | 4    |          |
| 27/03/1963 | Стамбул   | Туреччина | 0 – 1     | Італія    | Відбір до ЧЄ 1964 | -    |          |
| 13/03/1965 | Гамбург   | ФРН       | 1 – 1     | Італія    | товариський матч  | -    |          |
| 18/04/1965 | Варшава   | Польща    | 0 – 0     | Італія    | Відбір до ЧС 1966 | -    |          |
| 01/05/1965 | Флоренція | Італія    | 4 – 1     | Уельс     | товариський матч  | -    |          |
| Усього     |           | Матчів    | 5         |           | Голів             | 4    |          |

## Титули і досягнення

### Командні
- Володар Кубка Італії (1):

«Рома»: 1963–1964
- Володар Кубка ярмарків (1):

«Рома»: 1960–1961

### Особисті
- Кращий бомбардир Серії A (1):

1964–65 (17 голів, разом із  Сандро Маццолою)